# Watergate (film)
Pour les articles homonymes, voir Watergate (homonymie).
Pour plus de détails, voir Fiche technique et Distribution.
Watergate est un film américain réalisé par Charles H. Ferguson, sorti en 2018.

## Synopsis
Les évènements chronologiques qui ont mené au scandale du Watergate.

## Fiche technique
- Titre français : Watergate
- Réalisation : Charles H. Ferguson
- Scénario : Charles H. Ferguson
- Direction artistique : Ellie Jones
- Montage : Joe Garrity
- Musique : Ben Holiday
- Pays d'origine : États-Unis
- Format : Couleurs - 35 mm
- Genre : documentaire
- Durée : 260 minutes
- Date de sortie :
  -  États-Unis : 12 octobre 2018

## Distribution
- Douglas Hodge : Richard Nixon
- Stewart Alexander : Alexander Haig
- Richard Ben-Veniste : lui-même
- Russell Bentley : Charles Colson
- Carl Bernstein : lui-même
- Pat Buchanan : lui-même
- Stuart Chambers : agent des services secrets
- John Dean : lui-même
- Mark Dexter : John Dean
- Daniel Ellsberg : lui-même
- Morton Halperin : lui-même
- Elizabeth Holtzman : lui-même
- John Hopkins : H. R. Haldeman
- Will Keen : John Ehrlichman
- Elliot Levey : Henry Kissinger

## Distinctions

### Sélections
- Festival international du film de Chicago 2018 : sélection.
- Berlinale 2019 : sélection en section Berlinale Special.